# Colasposoma
Colasposoma é um género de escaravelho de folhas na subfamília Eumolpinae.  Encontra-se na África, Ásia e Austrália.
C. sellatum, C. auripenne (Agora conhecido como C. viridicoeruleum) E Colasposoma C. dauricum É conhecido como pragas de batata.

## Lista de espécies
Subgenus Colasposoma Laporte, 1833
- Colasposoma abdominale Baly, 1864[14]
- Colasposoma acaciae Bryant, 1944[15]
- Colasposoma aemulum Lefèvre, 1886
- Colasposoma aeneicolor Pic, 1939[16]
- Colasposoma aeneoviolaceum Rebrota, 1941[17]
  - Colasposoma aeneoviolaceum aeneoviolaceum Rebrota, 1941
  - Colasposoma aeneoviolaceum elisabethae Rebrota, 1941
- Colasposoma akaensis Selman, 1972[18]
- Colasposoma alutaceum Jacoby, 1900[19]
- Colasposoma amplicolle Lefèvre, 1877[20]
- Colasposoma angolense Pic, 1939[16]
- Colasposoma antennale Jacoby, 1881[21]
- Colasposoma apicale Jacoby, 1881[21]
- Colasposoma apicipenne Bronceado, 1983
- Colasposoma ardens Harold, 1879
- Colasposoma aruwimiense Gahan, 1892
- Colasposoma atrocyaneum Zoia, 2012[22]
- Colasposoma aurichalcicum (J.Thomson , 1858)[9]
- Colasposoma auripes Jacoby, 1894[23]
  - Colasposoma auripes auripes Jacoby, 1894[23]
  - Colasposoma auripes kafakumbae Rebrota, 1941[17]
- Colasposoma austerum Zoia, 2012[22]
- Colasposoma balyi Jacoby, 1904[24]
- Colasposoma basicostatum Weise, 1919
- Colasposoma bedeli Achard, 1923
- Colasposoma beiraense Jacoby, 1904[24]
- Colasposoma benguelanum Achard, 1924
- Colasposoma benningseni Weise, 1902[25]
- Colasposoma birmanicum Medvedev, 2007[26]
- Colasposoma blandum Weise, 1904[27]
- Colasposoma bonvouloiri Lefèvre, 1877[20]
- Colasposoma bottegoi Jacoby, 1899
- Colasposoma brevepilosum Zoia, 2012[22]
  - Colasposoma brevepilosum brevepilosum Zoia, 2012[22]
  - Colasposoma brevepilosum maritimum Zoia, 2012[22]
  - Colasposoma brevepilosum orientale Zoia, 2012[22]
- Colasposoma camerunense Jacoby, 1903
- Colasposoma chailluensis Selman, 1970[28]
- Colasposoma chapuisi (Harold, 1874)[8]
- Colasposoma chloris Lefèvre, 1877[20]
- Colasposoma coffeae Kolbe, 1911
- Colasposoma collare Achard, 1923
- Colasposoma collare Zoia, 2020[29] (homonímo de anterior)
- Colasposoma colmanti Rebrota, 1941[17]
- Colasposoma compactum Gerstaecker, 1871
- Colasposoma concinnum Weise, 1905
- Colasposoma conradi Jacoby, 1900[19]
- Colasposoma consimile Gahan, 1909
- Colasposoma costatum Harold, 1877
- Colasposoma crampeli Pic, 1941
- Colasposoma crenulatum Gerstaecker, 1855
  - Colasposoma crenulatum crenulatum Gerstaecker, 1855
  - Colasposoma crenulatum karibaense Zoia, 2007[30]
- Colasposoma curtepilosum Pic, 1942
- Colasposoma curvipes Jacoby, 1901[7]
- Colasposoma cyaneicorne Pic, 1932
- Colasposoma cyaneocupreum Fairmaire, 1887
- Colasposoma dahomeyanum Aslam, 1968[31]
- Colasposoma dauricum (Mannerheim, 1849)[32]
- Colasposoma davidi Lefèvre, 1887
- Colasposoma densatum Fairmaire, 1887
- Colasposoma dentaticolle Pic, 1953
- Colasposoma distinctum Baly, 1867[33]
- Colasposoma diversipenne Pic, 1939[16]
- Colasposoma downesii Baly, 1862
  - Colasposoma downesii asperatum Lefèvre, 1885
  - Colasposoma downesii downesii Baly, 1862
- Colasposoma ertli Weise, 1905
- Colasposoma erythreanum Pic, 1939
- Colasposoma fairmairei Lefèvre, 1877[20]
  - Colasposoma fairmairei fairmairei Lefèvre, 1877
  - Colasposoma fairmairei katangense Rebrota, 1941[17]
- Colasposoma favareli Pic, 1938
- Colasposoma flavipes Harold, 1877
- Colasposoma flavolimbatum (Pic, 1905)
- Colasposoma fulgidipenne Achard, 1923
- Colasposoma fulgidum Lefèvre, 1877[20]
- Colasposoma fulvipes Lefèvre, 1877[20]
- Colasposoma gabonense Jacoby, 1894[23]
- Colasposoma geminatum Weise, 1922[34]
- Colasposoma geniculatum Weise, 1905
- Colasposoma gibbicolle Jacoby, 1881[21]
- Colasposoma gloriosum Weise, 1902[25]
- Colasposoma gregarium Lefèvre, 1886
- Colasposoma haefligeri Weise, 1906[35]
- Colasposoma hajeki Zoia, 2012[22]
- Colasposoma hirsutum Rebrota, 1941[17]
- Colasposoma holasi Pic, 1953
- Colasposoma homolamprum Fairmaire, 1902
- Colasposoma instabile Harold, 1877
- Colasposoma iturianum Weise, 1912
- Colasposoma jacksoni Bryant, 1957[36]
- Colasposoma jucundum Lefèvre, 1877[20]
- Colasposoma keyense Pic, 1943
- Colasposoma kindaense Rebrota, 1941[17]
- Colasposoma langeri Zoia, 2020[29]
- Colasposoma laticolle Jacoby, 1900
- Colasposoma laticorne (J.Thomson , 1858)[9]
- Colasposoma lividipes Jacoby, 1903
- Colasposoma longipes Jacoby, 1881[21]
- Colasposoma lucubense Brancsik, 1893
- Colasposoma luluense Rebrota, 1941[17]
- Colasposoma macrocnemis Rebrota, 1941[17]
- Colasposoma madagassum Harold, 1877
- Colasposoma madoni Pic, 1942
- Colasposoma magnificum Bryant, 1957[36]
- Colasposoma marshalli Jacoby, 1898[37]
- Colasposoma mauricei Medvedev, 2003[38]
- Colasposoma Léon Fairmaire, 1902
- Colasposoma melancholicum Jacoby, 1881[21]
- Colasposoma metallicum Clark, 1865[39]
- Colasposoma micheli Pic, 1952[40]
- Colasposoma mirabile Jacoby, 1904[24]
- Colasposoma monardi Pic, 1939[16]
- Colasposoma monticola Weise, 1909[41]
- Colasposoma neavei Bryant, 1957[36]
- Colasposoma nepalense Kimoto, 2001[42]
- Colasposoma nigriventre Baly, 1867[33]
- Colasposoma nitens Weise, 1919
- Colasposoma obscurum Jacoby, 1900[19]
- Colasposoma ornatum Jacoby, 1881[21]
- Colasposoma ovatum Achard, 1923
- Colasposoma overlaeti Rebrota, 1941[17]
- Colasposoma ovulum Lefèvre, 1885[43]
- Colasposoma parvicolle Rebrota, 1941[17]
- Colasposoma parvulum Lefèvre, 1890[44]
- Colasposoma perlatum Harold, 1880
- Colasposoma perrieri Jacoby, 1904[24]
- Colasposoma piceitarse Jacoby, 1904[24]
- Colasposoma pilosum Lefèvre, 1885[43]
- Colasposoma plumbeum Jacoby, 1898[37]
- Colasposoma posticum Weise, 1905
- Colasposoma pradieri Lefèvre, 1877[20]
- Colasposoma prasinum Clavareau, 1909
- Colasposoma pretiosum Baly, 1860
- Colasposoma propinquum Baly, 1867[33]
- Colasposoma pubescens Lefèvre, 1877[20]
- Colasposoma pubipenne Jacoby, 1898[37]
- Colasposoma purcharti Zoia, 2012[22]
- Colasposoma purpuratum Motschulsky, 1860
- Colasposoma purpureicolor Pic, 1939[16]
- Colasposoma purpureipenne Pic, 1941
- Colasposoma purpureocinctum Pic, 1942
- Colasposoma pusillum Jacoby, 1904[24]
- Colasposoma pustuliferum Pic, 1939[16]
- Colasposoma quadrimaculatum Weise, 1919
- Colasposoma reygnaulti Pic, 1942
- Colasposoma robustum Jacoby, 1881[21]
- Colasposoma ruficolle Bryant, 1957[36]
- Colasposoma rufimembris Pic, 1942
- Colasposoma rufipes (Fabricius, 1793) (?)
- Colasposoma rugatum Achard, 1923
- Colasposoma rugulosum Baly, 1867[33]
- Colasposoma rutilans (Klug, 1833)[45]
- Colasposoma sansibaricum Harold, 1879
- Colasposoma scapulatum Fairmaire, 1903
- Colasposoma scutellare Lefèvre, 1877[20]
- Colasposoma sellatum Baly, 1878[2]
- Colasposoma semiasperum Fairmaire, 1902
- Colasposoma semicostatum Jacoby, 1908[13]
- Colasposoma semihirsutum Jacoby, 1898[37]
- Colasposoma semipurpureum Jacoby, 1901
- Colasposoma senegalense Laporte, 1833[1]
- Colasposoma senegalense (Klug, 1835)[46] (homonym de anterior)
- Colasposoma separatum Lefèvre, 1877[20]
- Colasposoma sheppardi Jacoby, 1904[24]
- Colasposoma splendidum (Fabricius, 1792)
- Colasposoma subaureum Jacoby, 1900[19]
- Colasposoma subcostatum Gerstaecker, 1871
- Colasposoma sublaeve Fairmaire, 1903
- Colasposoma subnigrum Pic, 1939[16]
- Colasposoma subopacum Weise, 1919
- Colasposoma subpurpureum Pic, 1942
- Colasposoma subsericum Harold, 1879
- Colasposoma sumptuosum Weise, 1906[35]
- Colasposoma suturale Zoia, 2020[29]
- Colasposoma tarsale Jacoby, 1881[21]
- Colasposoma tenenbaumi Pic, 1943
- Colasposoma tibiale Baly, 1878[47]
- Colasposoma tinantae Rebrota, 1941[17]
- Colasposoma tokeri Bryant, 1957[36]
- Colasposoma transvalense Jacoby, 1897[48]
- Colasposoma transversicolle Jacoby, 1889
- Colasposoma tumidulum Weise, 1904[27]
- Colasposoma unicostatum Zoia, 2012[22]
- Colasposoma varendorffi Weise, 1914
- Colasposoma variabile Jacoby, 1881[21]
- Colasposoma varicolor Fairmaire, 1887
- Colasposoma vedyi Rebrota, 1941[17]
- Colasposoma velutinum Lefèvre, 1885[43]
- Colasposoma versicolor Lefèvre, 1887
- Colasposoma vestitum J.Thomson , 1858[9]
- Colasposoma vicinale Bronceado, 1983
- Colasposoma villosulum Lefèvre, 1885
- Colasposoma viridicoeruleum Motschulsky, 1860
- Colasposoma viridicolle Fairmaire, 1887
- Colasposoma viridifasciatum Motschulsky, 1860
- Colasposoma viridivittatum Baly, 1865[49]
- Colasposoma williamsi Bryant, 1957[36]
- Colasposoma wittei Rebrota, 1941[17]
- Colasposoma yunnanum Fairmaire, 1888
- Colasposoma zavattarii Pic, 1938

Subgenus Falsonerissus Pic, 1951 (sinónimos: Iranomolpus Lopatin, 1979; Andosiomorpha Lopatin, 1981; Bezdekia Warchałowski, 2005)
- Colasposoma argentatum (Lopatin, 1981)
- Colasposoma badium (Lopatin, 1979)
- Colasposoma coracinum (Lopatin, 1996)
- Colasposoma distinguendum Zoia, 2012[22]
- Colasposoma grande (Lefèvre, 1890)
  - Colasposoma grande grande (Lefèvre, 1890)
  - Colasposoma grande insulare Zoia, 2012[22]
- Colasposoma socotranum (Gahan, 1903)
- Colasposoma tenebrosum (Warchałowski, 2005)[50]
- Colasposoma villosum Zoia, 2012[22]

sinónimos:
- Colasposoma aeneoviride Clark, 1865:[39] sinónimo de Colaspoides cuprea Baly, 1867[52]
- Colasposoma albopilosum Pic, 1943: sinónimo de Colasposoma villosulum Lefèvre, 1885
- Colasposoma andrewesi Jacoby, 1895:[53] sinónimo de Colasposoma downesii asperatum Lefèvre, 1885
- Colasposoma arcuateimpressum Pic, 1943: sinónimo de Colasposoma robustum Jacoby, 1881
- Colasposoma asperatum Fairmaire, 1902 (não C. downesii asperatum Lefèvre, 1885): rebaptizado a Colasposoma perrieri Jacoby, 1904[24]
- Colasposoma auripenne Motschulsky, 1860: sinónimo de Colasposoma viridicoeruleum Motschulsky, 1860
- Colasposoma picoloratum Jacoby, 1908:[13] sinónimo de Colasposoma robustum Jacoby, 1881
- Colasposoma bonnevili Pic, 1943: sinónimo de Colasposoma pretiosum Baly, 1860
- Colasposoma castetsi Pic, 1943: sinónimo de Colasposoma semicostatum Jacoby, 1908
- Colasposoma coimbatorense Pic, 1943: sinónimo de Colasposoma robustum Jacoby, 1881
- Colasposoma coromandeliana Jacoby, 1908:[13] sinónimo de Colasposoma robustum Jacoby, 1881
- Colasposoma cumingi Baly, 1867:[33] sinónimo de Colasposoma viridifasciatum Motschulsky, 1860
- Colasposoma cyaneicollis Pic, 1943: sinónimo de Colasposoma robustum Jacoby, 1881
- Colasposoma cyaneovittatum Pic, 1943: sinónimo de Colasposoma ornatum Jacoby, 1881
- Colasposoma gregarium Lefèvre, 1886: sinónimo de Colasposoma viridifasciatum Motschulsky, 1860
- Colasposoma madoni Pic, 1943 (não C. madoni Pic, 1942): rebaptizado a Colasposoma mauricei Medvedev, 2003
- Colasposoma mutabile Baly, 1867:[33] sinónimo de Colasposoma viridicoeruleum Motschulsky, 1860
- Colasposoma nathani Pic, 1943: sinónimo de Colasposoma robustum Jacoby, 1881
- Colasposoma nitidum Baly, 1867:[33] sinónimo de Colasposoma distinctum Baly, 1867
- Colasposoma prosternale Jacoby, 1908: sinónimo de Colasposoma downesii asperatum Lefèvre, 1885
- Colasposoma ramnadense Pic, 1943: sinónimo de Colasposoma semicostatum Jacoby, 1908
- Colasposoma ruficorne Pic, 1943: sinónimo de Colasposoma lividipes Jacoby, 1903
- Colasposoma rufipenne Pic, 1943: sinónimo de Colasposoma pretiosum Baly, 1860
- Colasposoma rufofemorale Pic, 1943: sinónimo de Colasposoma lividipes Jacoby, 1903
- Colasposoma rufum (Pic, 1941): movido a Lefevrea[54]
- Colasposoma rugiceps Lefèvre, 1885:[43] sinónimo de Colasposoma distinctum Baly, 1867
- Colasposoma rugipennis Motschulsky, 1860: movido a Colaspoides[51]
- Colasposoma serratulum Lefèvre, 1885:[43] sinónimo de Colasposoma downesii asperatum Lefèvre, 1885
- Colasposoma sparsepunctatum Pic, 1943: sinónimo de Colasposoma robustum Jacoby, 1881
- Colasposoma viridicinctum Pic, 1943: sinónimo de Colasposoma versicolor Lefèvre, 1887
- Colasposoma viridigeniculatum Pic, 1943: sinónimo de Colasposoma lividipes Jacoby, 1903